# 洲本城
洲本城（すもとじょう）は、淡路国津名郡洲本（兵庫県洲本市小路谷）にあった日本の城。別名三熊城。国の史跡に指定されている。

## 沿革
1526年（大永6年）、三好氏の重臣・安宅治興が築城した。治興の後は養子安宅冬康（三好長慶弟）、冬康死後は長男信康、二男清康へ受け継がれ、1581年（天正9年）の淡路討伐の際、総大将羽柴秀吉に降り、城は仙石秀久に与えられた。その後、1585年に秀久は讃岐国に転封となり、代わって同年10月に脇坂安治が城主となり、城の大改修を行った。現在遺構として残る大部分が築かれた。この時、天守が造営されるとともに、石垣の大改修の際、倭城での経験から「登り石垣」が築かれた。
江戸時代になり、姫路城主池田輝政の三男忠雄が領主になった際に廃城となり、まず岩屋城、次に由良成山城に居城する。これは関ヶ原の戦い以降も、豊臣方大名の動きを牽制するために、徳川家と縁戚関係にある池田氏（忠雄の正室は徳川家康の孫）に播磨灘と大坂湾一帯を防衛させるためとされる。
大坂夏の陣の後、徳島藩の蜂須賀氏の所領となり、筆頭家老の稲田氏一族が由良城代となるが、交通の便が悪いなどの理由から1631年から1635年にかけて由良城を廃して洲本城に再び本拠を移した。この移転は城下町ごとの大移転であったため俗に「由良引け（ゆらびけ）」と呼ばれている。
現在は曲輪、池、石段、石垣、櫓跡などが残る。天守台からの眺望「大浜を大観」と三熊山東側展望台からの「マリーナを展望」は洲本八景の1、2に選ばれている。
現在ある模擬天守は、1928年（昭和3年）に御大典（昭和天皇の即位式）を記念して、鉄筋コンクリート製で築造されたもので、江戸時代の天守を復元したものではないが模擬天守としては日本最古のもので、展望台に特化した建物である。
「由良引け」以降に築かれ、明治まで続いた「下の城」とは史跡としては全く別の時代のものと考えられ、「上の城」と分類されている。
上の城は1999年（平成11年）1月14日、国の史跡に指定され、下の城も洲本市の史跡に指定されている。
下の城の跡地にはかつての洲本城（上の城）に関する資料を展示する洲本市立淡路文化史料館などがある。
上下の城を繋ぐことで防御力を高めた「登り石垣」という全国でも数例しかない珍しい遺構が良好な状態で保存されていることが評価され、2017年（平成29年）4月6日、続日本100名城に選定された。（164番）
石垣のライトアップや周辺の樹木の伐採を行うなど整備が行われている。2011年（平成23年）3月はじめに模擬天守の壁面にひび割れが見つかり、補修工事を行うことになったため模擬天守への立ち入りは禁止されていたが、2013年3月から本格的に改修工事が行われ、9月までに屋根瓦の吹き替えと耐震補強工事が完了した。改修後の模擬天守は展望台の機能は失われている。

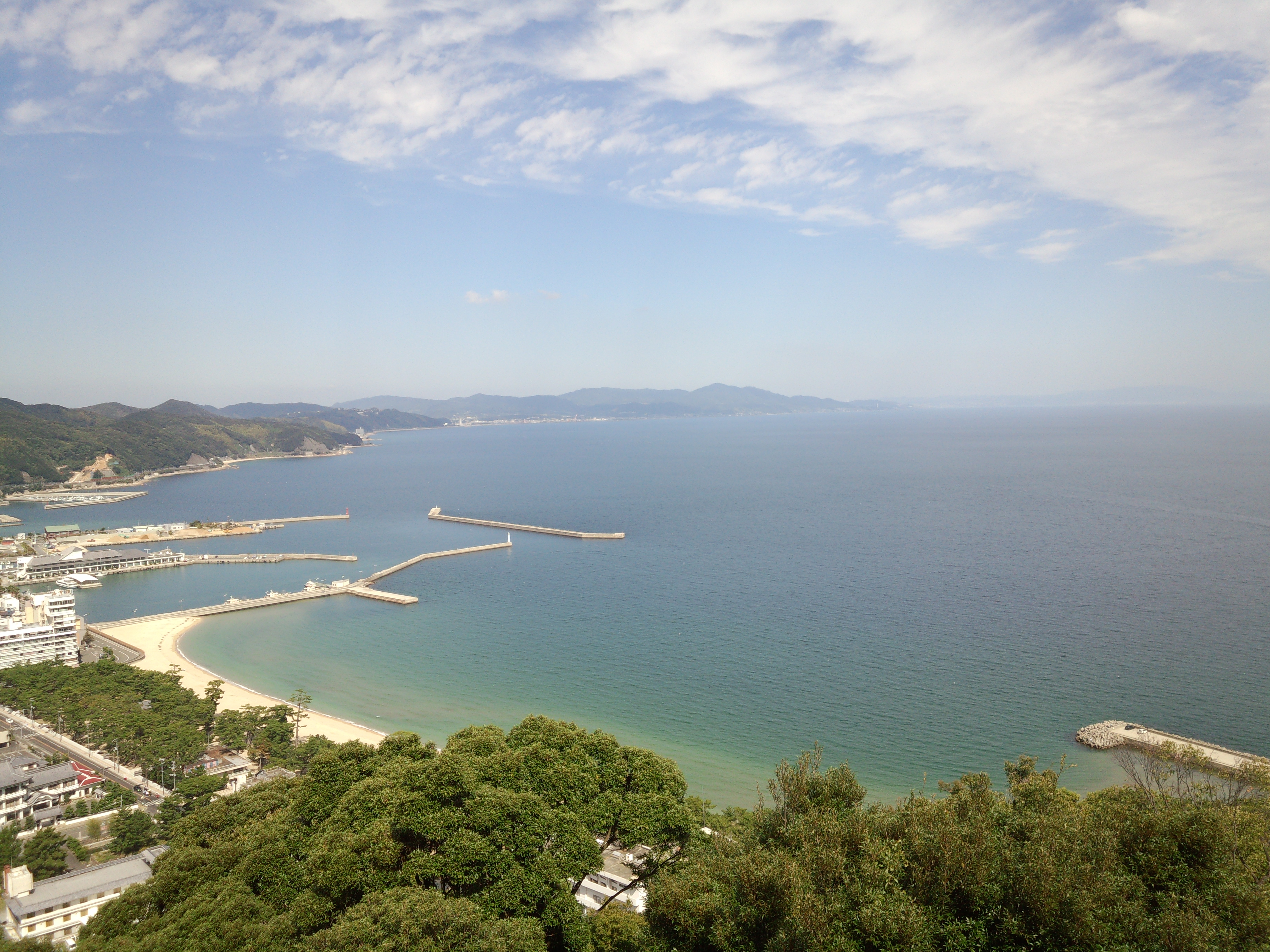
洲本城からの眺望

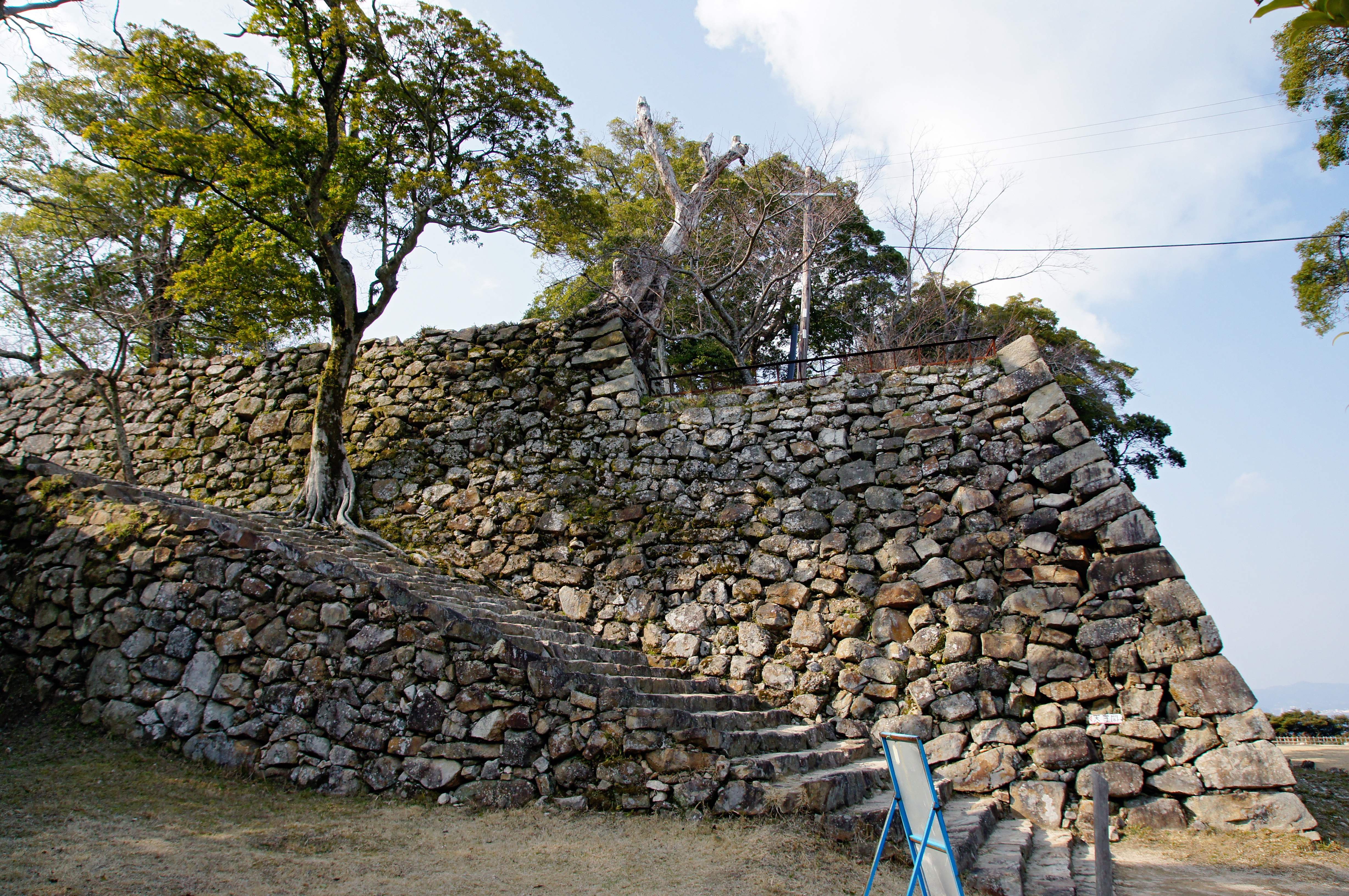
本丸大石段
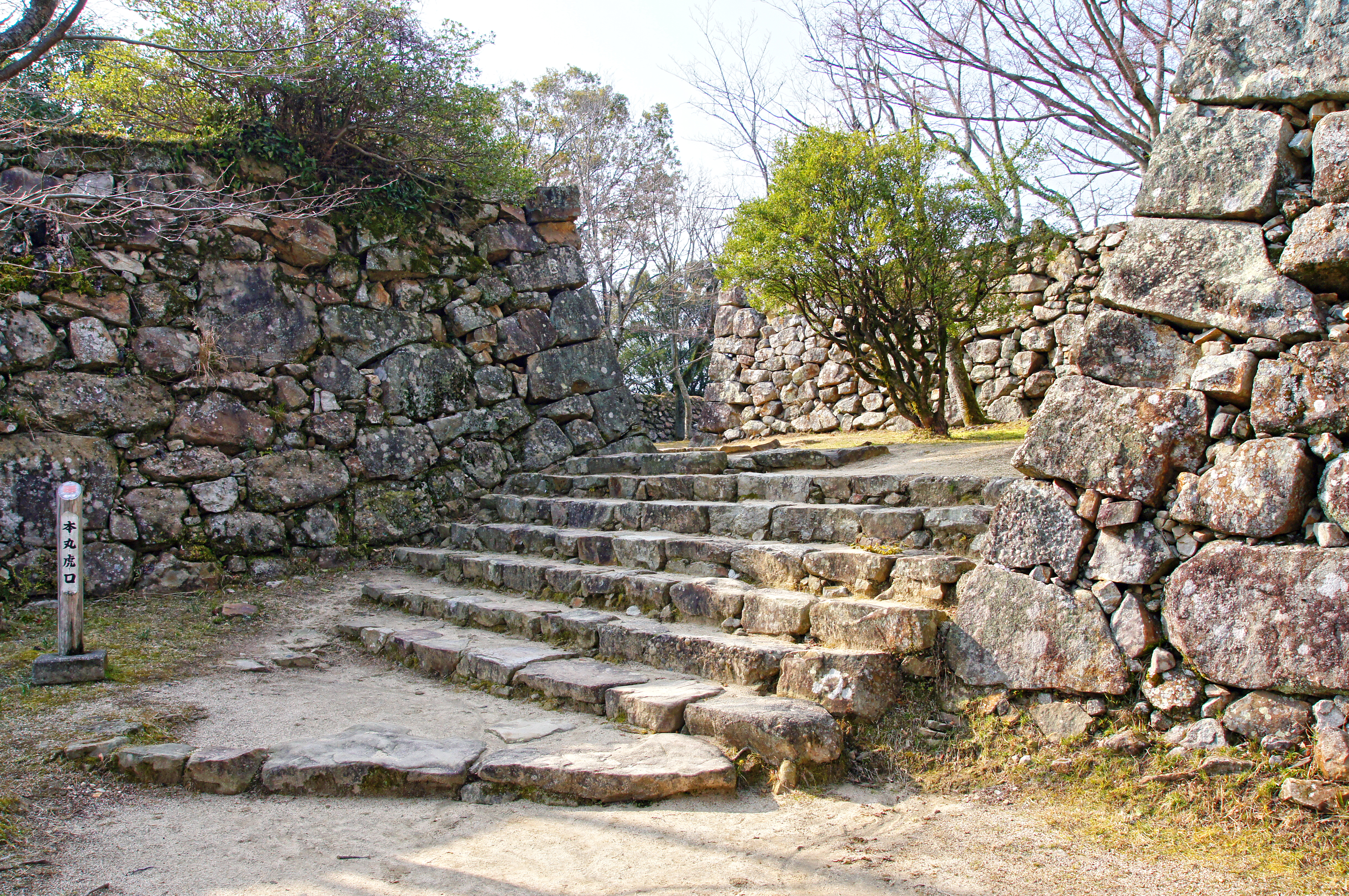
本丸虎口
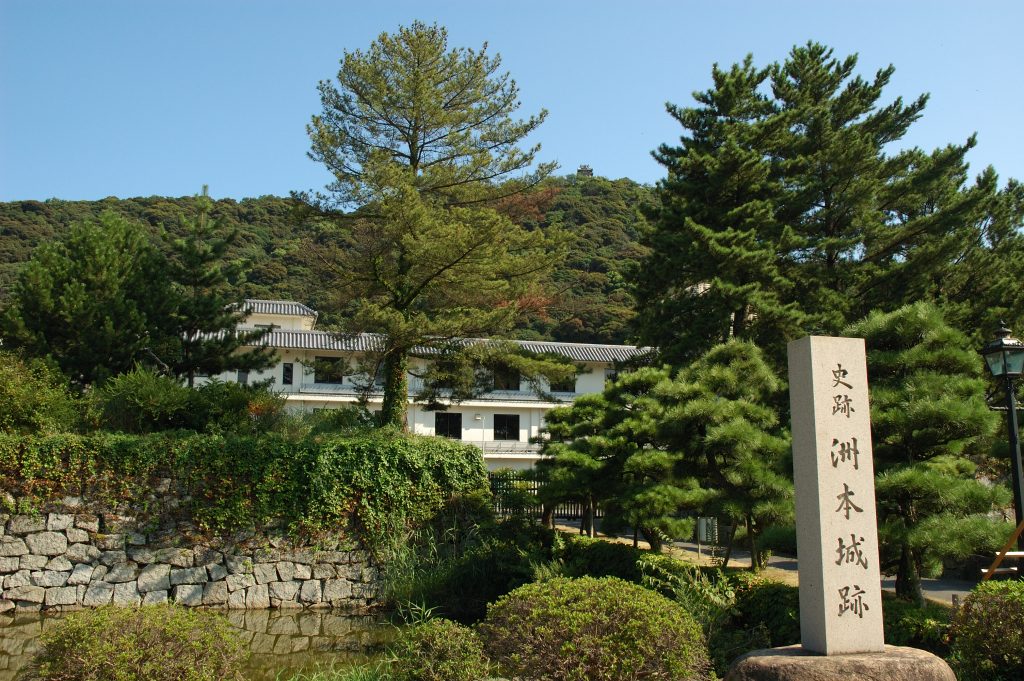
三熊山（山城）と平城（洲本市立淡路文化史料館）
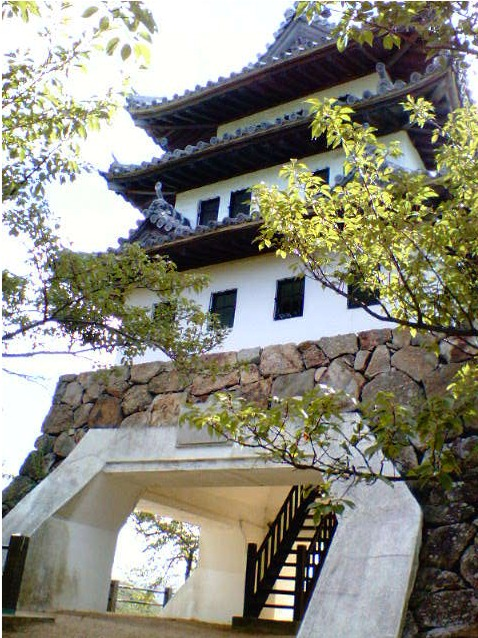
模擬天守
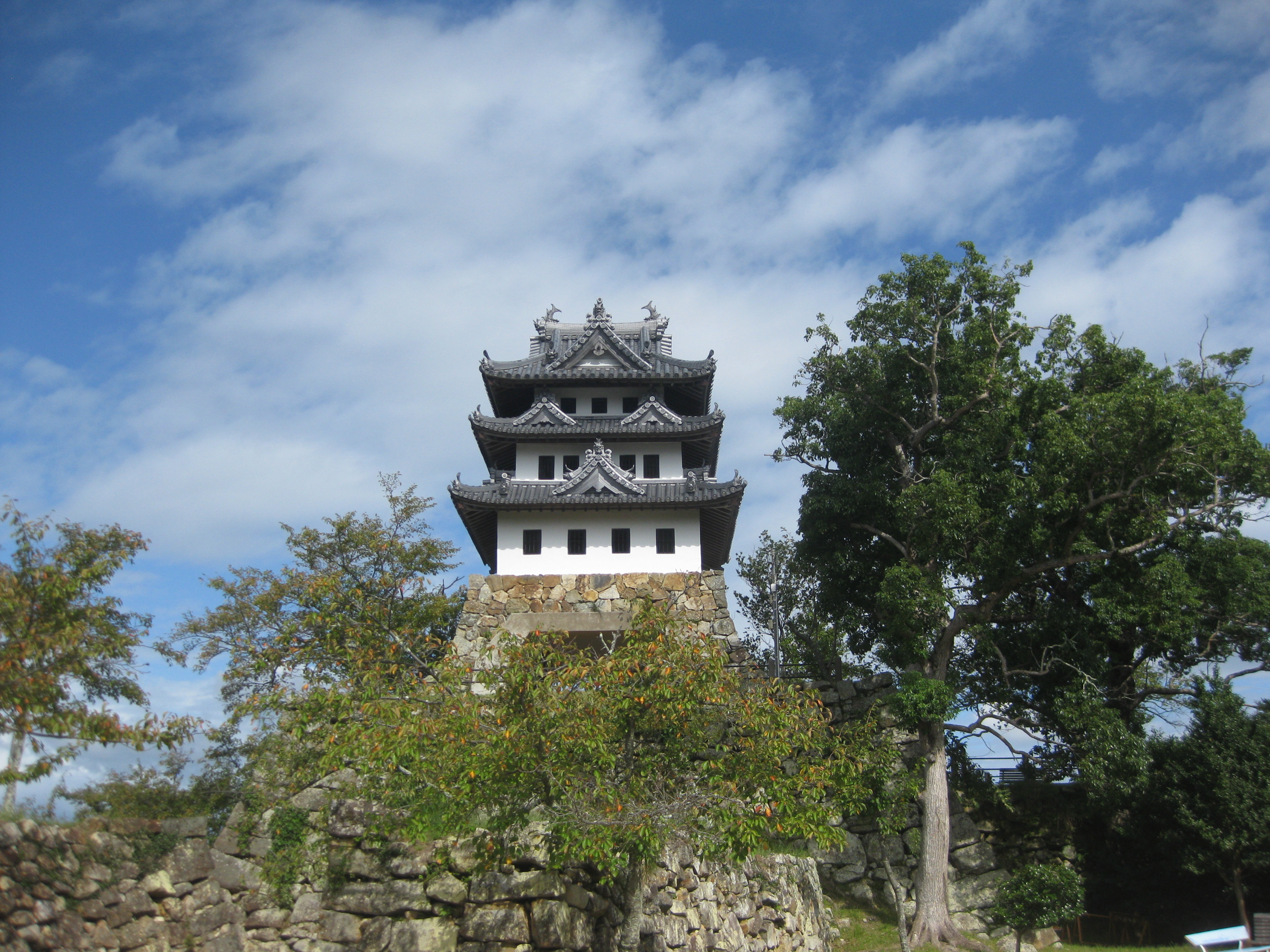
模擬天守と天守台
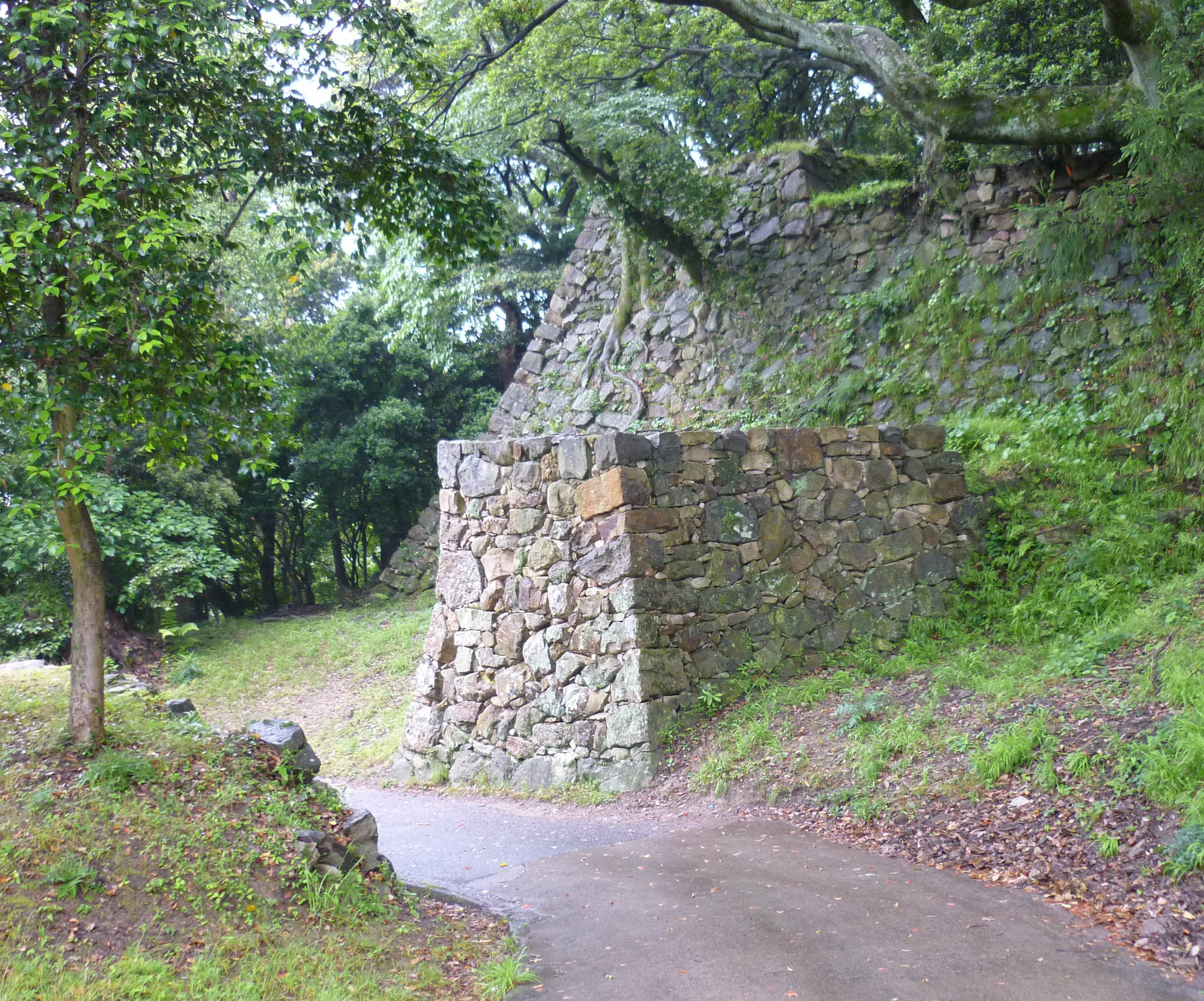
櫓台跡

## 所在地
- 城郭遺構地域面積 - 278,459.9 m²
- 所在地
  - 山上 - 〒656-0023 兵庫県洲本市小路谷（三熊山）
  - 山下 - 〒656-0024 兵庫県洲本市山手一丁目

## 本丸内
洲本城跡には昭和初期から売店が複数あったが、最後の茶屋だった「天守茶屋」も2018年夏に閉店した。「天守茶屋」の経営者の親族が洲本市に建物を無償譲渡し、市によって休憩所として整備され、2022年3月に開店した。洲本市では民間事業者に運営を委託するため公募し、2023年3月18日からFC.AWJによる運営で「HANARE」として原則として土日のみ営業している。

## 現存建物
下の城の迎賓館として建てられた金天閣が、明治初めには、淡路高等女学校（現在の兵庫県立洲本高等学校）に移築されて作法室として使用され、その後洲本八幡神社境内に移築されている。（兵庫県指定文化財建造物 ）

## 交通アクセス
- 高速バス・洲本バスセンター行き終点下車、徒歩約60分（上の城）、徒歩約20分（下の城）
- 洲本バスセンターから淡路交通・由良線 「由良福祉センター」行き路線バスで「公園前」下車（下の城）、徒歩約40分（上の城）

## 周辺
- 洲本市立淡路文化史料館（城郭内）
- 神戸地方裁判所洲本支部（城郭内）
- 神戸家庭裁判所洲本支部（城郭内）
- 洲本簡易裁判所（城郭内）
- 洲本区検察庁（城郭内）
  - 洲本拘置支所（城郭内）
- 洲本警察署（隣接）
- 洲本市立洲本幼稚園（隣接）
- 洲本市立洲本第二小学校（隣接）
- 大浜海岸（隣接）
- 洲本八幡神社（隣接）
- 洲本温泉街（隣接）

## 創作・フィクション
- 小説 『お登勢』
- 映画 『北の零年』
- 映画 『逆襲! 殺人拳』